# Aneuryphymus montanus
Aneuryphymus montanus är en insektsart som beskrevs av Brown, H.D. 1960. Aneuryphymus montanus ingår i släktet Aneuryphymus och familjen gräshoppor. Inga underarter finns listade i Catalogue of Life.